# KD-35
Der KD-35 (russisch КД-35) ist ein sowjetischer Kettentraktor, der ab 1947 zuerst im Lipezki Traktorny Sawod gefertigt wurde. Es gab verschiedene Prototypen, deren Entwicklung bis in die Zeit des Zweiten Weltkriegs zurückreicht. Zudem wurde unter der Bezeichnung KDP-35 eine spezielle Version für den Anbau von Zuckerrüben gebaut. Insgesamt entstanden knapp 114.000 Exemplare der Maschinen.

## Fahrzeuggeschichte

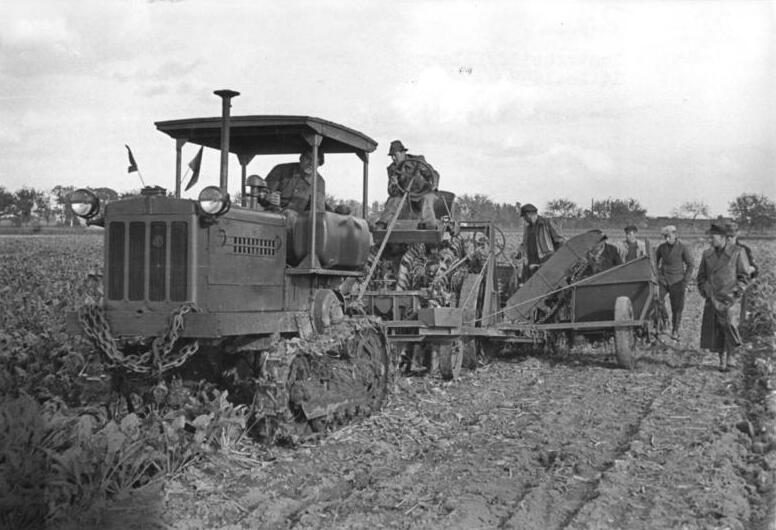
Ein KDP-35 bei der Rübenernte in Knauthain bei Leipzig (1952)

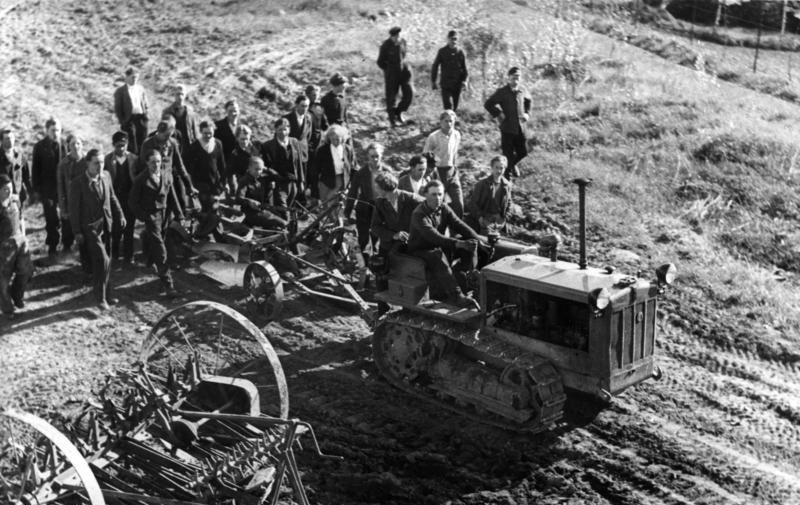
KD-35 als Fahrschulfahrzeug bei Schwerin (Mai 1949)

Für das ab 1943 im Bau befindliche Lipezker Traktorenwerk entwickelte das Fahrzeugbauinstitut NATI unter der Bezeichnung Kirowez-35 einen Kettenschlepper. Anders als der Name vermuten lässt wurde das Fahrzeug nie im Kirowwerk (nutzte später den Namen Kirowez für seine Großtraktoren) gebaut, er wurde lediglich ehrenhalber vergeben, um das zu dieser Zeit von der Leningrader Blockade eingeschlossene Werk zu würdigen. Die Fahrzeuge wurden mit einem veränderten Benzinmotor aus dem Lastwagen ZIS-5 ausgestattet, da kein passender Dieselmotor verfügbar war. Die Serienfertigung im Lipezki Traktorny Sawod begann im Dezember 1944.
Um den Ottomotor zu ersetzen, wurde noch im September 1944 ein Versuchsfahrzeug mit Dieselmotor von Caterpillar gebaut. Es dauerte jedoch noch bis 1947, bevor die Serienfertigung des nun KD-35 genannten Traktors (KD für Kirowez Diesel) beginnen konnte. Die Stückzahlen des benzingetriebenen Kirowez-35 waren gering geblieben – 1945 verließen ganze 64 Fahrzeuge die Fabrik.
Im Jahr 1950 begann auch das Minski Traktorny Sawod mit der Fertigung des KD-35. Da das Werk allerdings bald andere Traktoren baute, entstanden dort nur 406 Fahrzeuge. Im August 1951 wurde die Produktion des KD-35 nach nur neun Monaten in Minsk eingestellt.
Ebenfalls 1950 begann in Lipezk die Fertigung des KDP-35. Diese spezielle Variante des KD-35 unterschied sich hauptsächlich durch das Raupenfahrwerk. Es wurde schmaler konstruiert und so gebaut, dass die Bodenfreiheit von 27,5 auf 64 Zentimeter stieg. Damit sollte sich der Traktor besonders für den Einsatz im Rübenanbau eignen. Tatsächlich brachte die Konstruktion Probleme mit sich, die nie völlig behoben werden konnten. 1958 wurde die Fertigung des KDP-35 ersatzlos eingestellt.
Ab der ersten Jahreshälfte 1959 erhielt der KD-35 einen stärkeren Dieselmotor vom Typ D-40 mit einer Dauerleistung von 40 PS (29 kW). 1960 wurde die Produktion der Fahrzeuge eingestellt, insgesamt wurden 113.600 Stück der Typen KD-35 und KDP-35 gebaut. Nachfolger wurde der Kettentraktor T-38, der noch bis in die 1970er-Jahre gebaut wurde.
Sowohl der KD-35 als auch der KDP-35 kamen in die DDR. Die erste Lieferung von 246 Maschinen ging noch an die Sowjetische Besatzungszone und kam Anfang April 1949. Auch später wurden noch Schlepper nachgeliefert und unter anderem bei der Rüben- und Kartoffelernte eingesetzt, häufig zusammen mit sowjetischen Landmaschinen. Genutzt wurden die Kettentraktoren bis in die 1960er-Jahre. Damit waren sie höchstwahrscheinlich die einzigen Traktoren aus Lipezk, die je offiziell nach Deutschland kamen.

## Technische Daten
Die nachfolgenden Daten beziehen sich auf das Modell KD-35. Einzelne Werte schwanken je nach Quelle leicht.
- Motor: Vierzylinder-Viertakt-Dieselmotor
- Motortyp: D-35
- Dauerleistung: 35 PS (26 kW), auch 37 PS (27,2 kW) bei 1400 min−1 angegeben
- Höchstleistung: 40 PS (29 kW)
- Drehmoment: mindestens 175,6 Nm bei 1400 min−1
- Hubraum: 4080 cm³
- Bohrung: 100 mm
- Hub: 130 mm
- Anlasser: Einzylinder-Ottomotor vom Typ PD-10M in Verbindung mit Dekompressionseinrichtung
- Getriebe: handgeschaltetes Getriebe mit fünf Vorwärts- und einem Rückwärtsgang
- Arbeitsgeschwindigkeit: 3,81 bis 9,11 km/h
- Höchstgeschwindigkeit rückwärts: 3,54 km/h
- ausgestattet mit Riemenscheibe und Zapfwelle (je auf Bestellung), keine Hydraulik
- spezifischer Bodendruck: 0,50 kg/cm²
- Tankinhalt: 115 l
- Zugkraft: 17,2 kN im ersten Gang

Abmessungen und Gewichte
- Länge: 3080 mm
- Breite: 1430 mm
- Höhe: 1420 mm über Kühler
- Bodenfreiheit: 275 mm, 640 mm beim KDP-35
- Spurweite: 1090 mm
- Gesamtgewicht: 3700 bis 3850 kg, je nach Angabe